# Jenő
Jenő is een plaats (község) en gemeente in het Hongaarse comitaat Fejér. Jenő telt 1302 inwoners (2001).